# Jiménez kommun, Coahuila
Jiménez är en kommun i Mexiko.   Den ligger i delstaten Coahuila, i den norra delen av landet, 1 100 km norr om huvudstaden Mexico City. Antalet invånare är 9 768. Arean är 3 041 kvadratkilometer.
Terrängen i Jiménez är platt åt nordost, men åt sydväst är den kuperad.
Följande samhällen finns i Jiménez:
- Jiménez
- La Muralla
- San Vicente
- Emiliano Zapata
- Nueva Jarita